# Piotr Tkaczow
Piotr Nikiticz Tkaczow (ros. Пётр Никитич Ткачёв, ur. 11 lipca 1844 we wsi Siwcewo k. Wielkich Łuk, zm. 4 stycznia 1886 w Paryżu) – rosyjski pisarz, krytyk literacki oraz teoretyk rewolucjonistyczny, naiwybitniejsza postać wśród tzw. narodników-spiskowców. Wiele jego tez miało być następnie rozwiniętych oraz wprowadzonych w życie przez Włodzimierza Lenina. 

## Życiorys
Urodził się w rodzinie szlacheckiej. W 1861 ukończył gimnazjum i podjął studia na Wydziale Prawnym Uniwersytetu Petersburskiego, gdzie związał się z ruchem rewolucyjnym i działał w kółkach studenckich (m.in. wraz z Siergiejem Nieczajewem), za co został uwięziony w twierdzy Pietropawłowskiej i usunięty z uczelni. Mimo to przez całe życie był związany z inteligencją. Współpracował z redagowanym przez Piotra Ławrowa organem narodników "Wpieriod". 
W 1869 został aresztowany i na 4 lata uwięziony, później skazany na zesłanie, skąd zbiegł w grudniu 1873. Następnie udał się na emigrację, gdzie był jednym z przywódców rosyjskich rewolucjonistów. Pisał broszury i inne publikacje. Związany z ideologią blankizmu, w 1875 wydawał w Genewie pismo "Nabat", w którym propagował natychmiastowe przeprowadzenie rewolucji przez zorganizowaną, spiskową, rewolucyjną mniejszość inteligencką, którą przeciwstawiał masom ludowym. Inaczej niż anarchiści, za najbliższy bezpośredni cel rewolucji uważał zdobycie władzy państwowej.